# Navadna smreka
Navadna smreka ali evropska smreka (Picea abies) je vrsta smreke, ki izvira iz severne, srednje in vzhodne Evrope.
Ima veje, ki običajno visijo navzdol in največje storže vseh smrek, dolge 9–17 cm. Je v zelo tesnem sorodstvu s sibirsko smreko (Picea obovata), ki jo nadomešča vzhodno od gorovja Ural in s katero se prosto križa. Navadna smreka je zelo razširjena, ker jo sadijo zaradi lesa, in je vrsta, ki se uporablja kot glavno božično drevo v več državah po svetu. To je bila prva golosemenka s sekvencioniranim genomom. Latinski vrstni pridevek abies pomeni »podoben jelki«.

## Opis
Navadna smreka je veliko, hitro rastoče zimzeleno drevo iglavcev, ki zraste 35–55 m  visoko in s premerom debla od 1 do 1,5 m. V mladosti lahko raste hitro, do 1 m na leto v prvih 25 letih v ugodnih razmerah, vendar rast postane počasnejša, ko preseže 20 m. Poganjki so oranžno rjavi in goli. Listi so igličasti s topimi konicami, dolgi 12–14 mm, štirioglatega prereza in temno zeleni na vseh štirih straneh z neopaznimi ustnimi linijami. Semenski storžki so dolgi 9–17 cm (najdaljši med smrekami) in imajo vrhove lusk s topo do ostro trikotno zašiljeno stranjo. So zeleni ali rdečkasti, zorijo rjavi 5–7 mesecev po oprašitvi. Semena so črna, dolga 4–5 mm, z bledo rjavim krilom 15 mm.
Najvišja izmerjena navadna smreka je visoka 62,26 m in raste v bližini Ribnice na Pohorju v Sloveniji.

## Razširjenost in ekologija
Navadna smreka raste po vsej Evropi od Norveške na severozahodu in Poljske proti vzhodu, pa tudi v gorah srednje Evrope, jugozahodno do zahodnega konca Alp ter jugovzhodno v Karpatih in na Balkanu do skrajnega severa Grčije. Severna meja je na Arktiki, severno od 70° S na Norveškem. Njeno vzhodno mejo v Rusiji je težko določiti zaradi obsežne hibridizacije in intergradacije s sibirsko smreko (Picea obovata), vendar se običajno navaja kot Uralsko gorovje. Vendar pa drevesa, ki kažejo nekatere znake sibirske smreke, segajo daleč na zahod do severne Finske, z nekaj zapisi na severovzhodu Norveške. Hibrid je znan kot Picea × fennica (ali P. abies subsp. Fennica, če oba taksona štejemo za podvrsti) in ga je mogoče razlikovati po nagnjenosti k dlakavim poganjkom in storžkom z gladko zaobljenimi luskami.
Z luskami smrekovih storžev se hranijo gosenice listnega zavijača Cydia illutana, medtem ko se Cydia duplicana prehranjuje z lubjem okoli poškodb ali ran.

## Taksonomija
Storži P. obovata in Picea abies
Populacije v jugovzhodni Evropi imajo v povprečju daljše storže z bolj koničastimi luskami; te včasih ločimo kot Picea abies var. Acuminata, vendar obstaja obsežno prekrivanje variacij z drevesi iz drugih delov območja.
Nekateri botaniki obravnavajo sibirsko smreko kot podvrsto navadne smreke, čeprav so v svojih značilnih oblikah zelo različne, saj ima sibirska smreka storže, dolge le 5–10 cm, z gladko zaobljenimi luskami in pubertetnimi poganjki. Izkazalo se je, da sta si genetsko navadna in sibirska smreka zelo podobni in ju lahko obravnavamo kot dve tesno povezani podvrsti P. abies.
Druga smreka z gladko zaobljenimi stožčastimi luskami in dlakastimi poganjki se redko pojavlja v osrednjih Alpah v vzhodni Švici. Odlikuje jo tudi debelejše, modrozelene liste. Številna besedila jo obravnavajo kot različico navadne smreke, vendar je tako različna kot mnoge druge smreke in se zdi, da je tesneje povezana s sibirsko smreko (Picea obovata), Schrenkovo smreko (Picea schrenkiana) iz srednje Azije in smreko Morinda (Picea smithiana) v Himalaji. Kot samostojna vrsta se imenuje alpska smreka (Picea alpestris). Tako kot pri sibirski smreki se obsežno križa z navadno smreko; čisti primerki so redki. Hibridi so splošno znani kot navadna smreka, ki je ne smemo zamenjevati s čisto vrsto norveške smreke.

## Gojenje
Navadna smreka je ena najbolj razširjenih smrek, tako znotraj kot izven svojega naravnega območja razširjenosti, in ena gospodarsko najpomembnejših vrst iglavcev v Evropi. Uporablja se kot okrasno drevo v parkih in vrtovih. Veliko jo sadijo tudi za božično drevo. Vsak božič norveška prestolnica Oslo mestom London (božično drevo Trafalgar Square), Edinburgh in Washington D.C. podeli norveško smreko, ki jo postavijo na osrednji trg vsakega mesta. To je predvsem znak hvaležnosti za pomoč, ki so jo te države namenile med drugo svetovno vojno.
V Severni Ameriki je navadna smreka široko zasajena, zlasti na severovzhodu, pacifiški obali in v zveznih državah v Rocky Mountain ter v jugovzhodni Kanadi. Naturalizirana je v nekaterih delih Severne Amerike. Obstajajo naturalizirane populacije, ki se pojavljajo od Connecticuta do Michigana in verjetno se pojavljajo tudi drugje. Navadne smreke so bolj tolerantne na vroče in vlažno vreme kot številni iglavci, ki ne uspevajo razen v območjih s hladnim poletjem, in bodo zrasle do območja rasti USDA 8.
Pridelava semena se začne, ko je drevo v četrtem desetletju in je skupna življenjska doba do 300 let v naravnem območju razširjenosti v Evropi. Uvedene navadne smreke na Britanskem otočju in v Severni Ameriki imajo veliko krajšo pričakovano življenjsko dobo. Ko se drevo stara, se njegova krošnja redči in spodnje veje odmrejo.
V severnih ZDA in Kanadi poročajo, da je smreka na nekaterih lokacijah invazivna; vendar pa ne predstavlja težave v coni 6 in več, saj imajo semena znatno zmanjšano stopnjo kalitve na območjih z vročimi in vlažnimi poletji.
Navadna smreka dobro prenaša kisla tla, slabo pa uspeva na suhih ali pomanjkljivih tleh. Od leta 1928 do šestdesetih let 20. stoletja so ga sadili na površinskih rudnikih v Indiani.

### Kultivarji
Več sort je bilo izbranih kot okrasne ('Barrya', 'Capitata', 'Decumbens', 'Dumosa', 'Clanbrassiliana', 'Gregoryana', 'Inversa', 'Microsperma', 'Nidiformis', 'Ohlendorffii', 'Repens' ', 'Tabuliformis', 'Maxwellii', 'Virgata', 'Inversa', 'Pendula'), z najrazličnejšimi velikostmi in oblikami, od gozdnih dreves polne velikosti do izjemno počasi rastočih, ležečih oblik. Občasno se z njimi trguje pod zastarelim znanstvenim imenom Picea excelsa (nelegitimno ime). Naslednje sorte so prejele nagrado Royal Horticultural Society Award of Garden Merit:
- 'Acrocona'[10] - 4 m visoka in široka
- 'Clanbrassiliana'[11] - 1,2 m visoka in 2,4 m široka
- 'Inversa'[12] - 9 m visoka in 4 m široka
- 'Little Gem'[13] - 0,5 m visoka in široka
- 'Nidiformis'[14] - 1,5 m visoka in 4 m široka

### Druga uporaba
Smreka se uporablja v gozdarstvu za (mehki) les in proizvodnjo papirja.
- Prerez debla Picea abies
- Prerez debla Picea abies od blizu

Iz drevesa izvira smrekovo pivo, ki so ga nekoč uporabljali za preprečevanje in celo zdravljenje skorbuta. To visoko vsebnost vitamina C lahko uživate kot čaj iz vršičkov poganjkov ali celo jeste neposredno z drevesa, ko so svetlo zeleni in novi spomladi.
Proizvajalci glasbil s strunami ga cenijo kot vir tonskega lesa. Ena oblika drevesa, imenovana Haselfichte (lešnikova smreka), raste v evropskih Alpah in jo je UNESCO priznal kot nesnovno kulturno dediščino. To obliko je Stradivari uporabljal za glasbila.
Vršički smrekovih poganjkov so bili v tradicionalni avstrijski medicini uporabljeni za notranjo uporabo (kot sirup ali čaj) in zunanje (kot kopeli, za inhalacijo, kot mazila, kot nanos smole ali kot čaj) za zdravljenje bolezni dihalnih poti, kože, lokomotornega sistema. , prebavila in okužbe.
Navadna smreka se pogosto uporablja tudi pri gojenju bonsajev.

## Dolgoživost
Sporočilo za javnost univerze Umeå pravi, da je klon navadne smreke, imenovan Old Tjikko, star 9550 let, »najstarejše živo drevo«. Ugotovljeno je bilo, da je najstarejši posamezen primerek navadne smreke, ki so ga leta 2012 odkrili z datiranjem drevesnih obročev v naravnem rezervatu okrožja Buskerud na Norveškem, star 532 let.
Vendar pa je Pando, sestoj 47.000 tresočih se klonov trepetlike, ocenjen na starost med 14.000 in enim milijonom let.
Poudarek je na razliki med edninskim najstarejšim drevesom in večkratnimi najstarejšimi drevesi ter med najstarejšim klonom in najstarejšim neklonom. Old Tjikko je eden od serije genetsko identičnih klonov, ki rastejo iz koreninskega sistema, katerega del je na podlagi ogljičnega datiranja ocenjen na 9550 let. Najstarejše znano posamezno drevo (ki ni izkoristilo vegetativnega kloniranja) je ščetinasti bor Velikega bazena, star več kot 5000 let (kalitev leta 3051 pr. n. št.).

## Genetika
Genom Picea abies je bil sekvenciran leta 2013, prvi genom golosemenk, ki je bil popolnoma sekvenciran. Genom vsebuje približno 20 milijard baznih parov in je približno šestkrat večji od človeškega genoma, čeprav ima podobno število genov. Velik delež genoma smreke je sestavljen iz ponavljajočih se sekvenc DNK, vključno z dolgimi končnimi ponavljajočimi se prenosljivimi elementi. Kljub nedavnemu napredku v množičnem vzporednem sekvenciranju DNK je sestavljanje tako velikega in ponavljajočega se genoma še posebej zahtevna naloga, predvsem z računalniškega vidika.
Znotraj populacij Picea abies obstaja velika genetska variabilnost, ki najverjetneje odraža postglacialno evolucijsko zgodovino populacij. Genetsko raznovrstnost je mogoče odkriti zlasti, če pogledamo, kako se populacije odzivajo na podnebne razmere. Npr. razlike v času in dolžini letnega obdobja rasti ter razlike v odpornosti proti zmrzali spomladi in jeseni. Te letne vzorce rasti je pomembno prepoznati, da izberemo ustrezen material za pogozdovanje Picea abies.

## Kemija
Glukozid p-hidroksibenzojske kisline, picein, piceatanol in njegov glukozid (astringin), izorhapontin (glukozid izorhapontigenina), katehin in ferulinska kislina so fenolne spojine, ki jih najdemo v mikoriznih in nemikoriznih koreninah smreke.
Piceol in astringin
najdemo tudi v P. abies.

## Raziskave
Izvlečki iz Picea abies so pokazali zaviralno aktivnost na lipazo pankreasa prašičev in vitro.

## Sinonimi
Picea abies (L.) H. Karst je sprejeto ime te vrste. Objavljenih je bilo več kot 150 sinonimov za Picea abies.

Homotipski sinonimi za Picea abies so:
- Pinus abies L.
- Abies picea Mill.
- Pinus pyramidalis Salisb.
- Pinus abies subsp. vulgaris Voss
- Abies abies (L.) Druce

Nekateri heterotipični sinonimi za Picea abies so:
- Abies alpestris Brügger
- Abies carpatica (Loudon) Ravenscr.
- Abies cinerea Borkh.
- Abies clambrasiliana Lavallée
- Abies clanbrassiliana P. Lawson
- Abies coerulescens K. Koch
- Abies conica Lavallée
- Abies elegans Sm. ex J.Knight
- Abies eremita K.Koch
- Abies erythrocarpa (Purk.) Nyman
- Abies excelsa (Lam.) Poir.
- Abies extrema Th.Fr.
- Abies finedonensis Gordon
- Abies gigantea Sm. ex Carrière
- Abies gregoryana H. Low. ex Gordon
- Abies inverta R. Sm. ex Gordon
- Abies lemoniana Booth ex Gordon
- Abies medioxima C.Lawson
- Abies minuta Poir.
- Abies montana Nyman
- Abies parvula Knight
- Abies subarctica (Schur) Nyman
- Abies viminalis Wahlenb.
- Picea alpestris (Brügger) Stein
- Picea cranstonii Beissn.
- Picea elegantissima Beissn.
- Picea excelsa (Lam.) Link
- Picea finedonensis Beissn.
- Picea gregoryana Beissn.
- Picea integrisquamis (Carrière) Chiov.
- Picea maxwellii Beissn.
- Picea montana Schur
- Picea remontii Beissn.
- Picea rubra A. Dietr.
- Picea subarctica Schur
- Picea velebitica Simonk. ex Kümmerle
- Picea viminalis (Alstr.) Beissn.
- Picea vulgaris Link
- Pinus excelsa Lam.
- Pinus sativa Lam.
- Pinus viminalis Alstr.